# Béni ou le Paradis privé
Vous pouvez aider à l'améliorer ou bien discuter des problèmes sur sa page de discussion.
- Il ne cite pas suffisamment ses sources. Vous pouvez indiquer les passages à sourcer avec {{référence nécessaire}} ou {{Référence souhaitée}}, et inclure les références utiles en les liant aux notes de bas de page. (Marqué depuis avril 2025)
- Il est orphelin : moins de trois articles lui sont liés. Aidez à ajouter des liens en plaçant le code [[Béni ou le Paradis privé]] dans les articles relatifs au sujet. (Marqué depuis avril 2025)

- Archive Wikiwix
- Bing
- Cairn
- DuckDuckGo
- E. Universalis
- Gallica
- Google
- G. Books
- G. News
- G. Scholar
- Persée
- Qwant
- (zh) Baidu
- (ru) Yandex
- (wd) trouver des œuvres sur Wikidata

Béni ou le Paradis privé est un roman écrit par l'écrivain et sociologue, mais aussi homme politique et chercheur en économie au CNRS, Azouz Begag. Paru aux éditions du Seuil en 1989, ce roman qui nous conte l'aventure d'un jeune garçon prénommé Abdallah, français d'origine algérienne, va faire découvrir au lecteur, à travers un regard innocent de jeune enfant, enjoué d'une pointe d'humour, une France qui se reconstruit avec l'immigration d'après-guerre et dont le racisme règne dans les grandes villes parsemées de HLM. Mais Ben Abdallah Bellaouina, dit « Béni », n'a pas sa langue dans sa poche, et c'est avec des rêves pleins la tête qu'il va poursuivre son chemin contre les préjugés, en se plongeant dans une quête au nom de la liberté de vivre et de penser.